# Lőrincz Csongor
Lőrincz Csongor (Csíkszereda, 1977. július 5. –) irodalomtörténész, irodalomkutató. A Magyar Tudományos Akadémia doktora (2019).

## Életpályája
Szülei: Lőrincz Ferenc és Margit. 1995–1999 között a kolozsvári Babeș–Bolyai Tudományegyetem hallgatója volt. 1997-től közölt tanulmányokat előbb magyarországi, majd külhoni irodalmi és szakfolyóiratokban. valamint tanulmánykötetekben. 1999–2002 között az ELTE BTK doktori hallgatója volt. 2000–2004 között a Bázeli Egyetemen volt ösztöndíjas. 2004-ben PhD. fokozatot szerzett (ELTE BTK Budapest). 2005-től 2008-ig tudományos munkatárs (Postdoc) a Bázeli Egyetemen, 2009-től egyetemi tanár, a berlini Humboldt Egyetem Magyar Irodalom és Kultúra Tanszékének vezetője. 2014-ben habilitált a Szegedi Tudományegyetemen. 2019-ben a Magyar Tudományos Akadémia doktora lett.
Kutatási területei a XIX.-XX. századi magyar és német költészet, valamint irodalomelmélet, kultúraelmélet, irodalmi antropológia.

## Művei
- A líra medialitása. Hang, szöveg és intertextualitás 20. századi lírai művekben (Budapest, 2002)
- Ady-értelmezések (társszerző; H. Nagy Péter, Palkó Gábor, Török Lajos, Pécs, 2002)
- A költészet konstellációi. Adalékok a modern líra történetéhez és elméletéhez (Budapest, 2007)
- Az olvasás ismétlése. Materialitás és kultúrtechnikák az irodalmiszövegben (Budapest, 2011)
- Költői képek testamentumai (Budapest, 2014)
- Az irodalom tanúságtételei (Budapest, 2015)[2]
- Zeugnisgaben der Literatur. Zeugenschaft und Fiktion als sprachliche Ereignisse (Bielefeld, 2016)
- Hallgatag hangolások. Nyelvi események, irodalom, antropológia; Ráció, Budapest, 2021

## Díjai, elismerései
- Alföld-díj (2017)[3]
- Baumgarten-díj (2023)